# Huddinge (Gemeinde)
Koordinaten: 59° 13′ N, 17° 58′ O

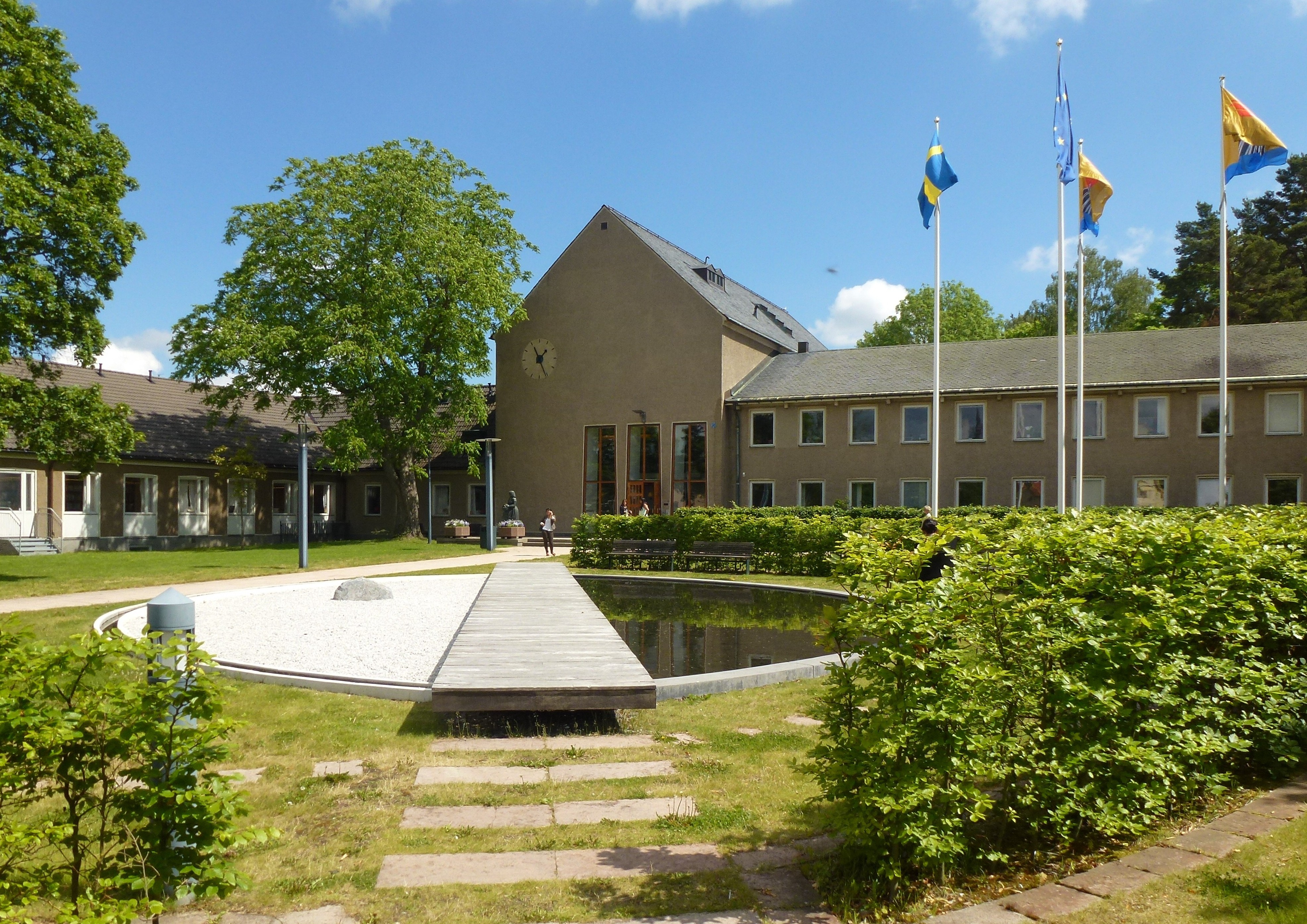
Huddinge Kommunalhus, Sitz der Gemeindeverwaltung

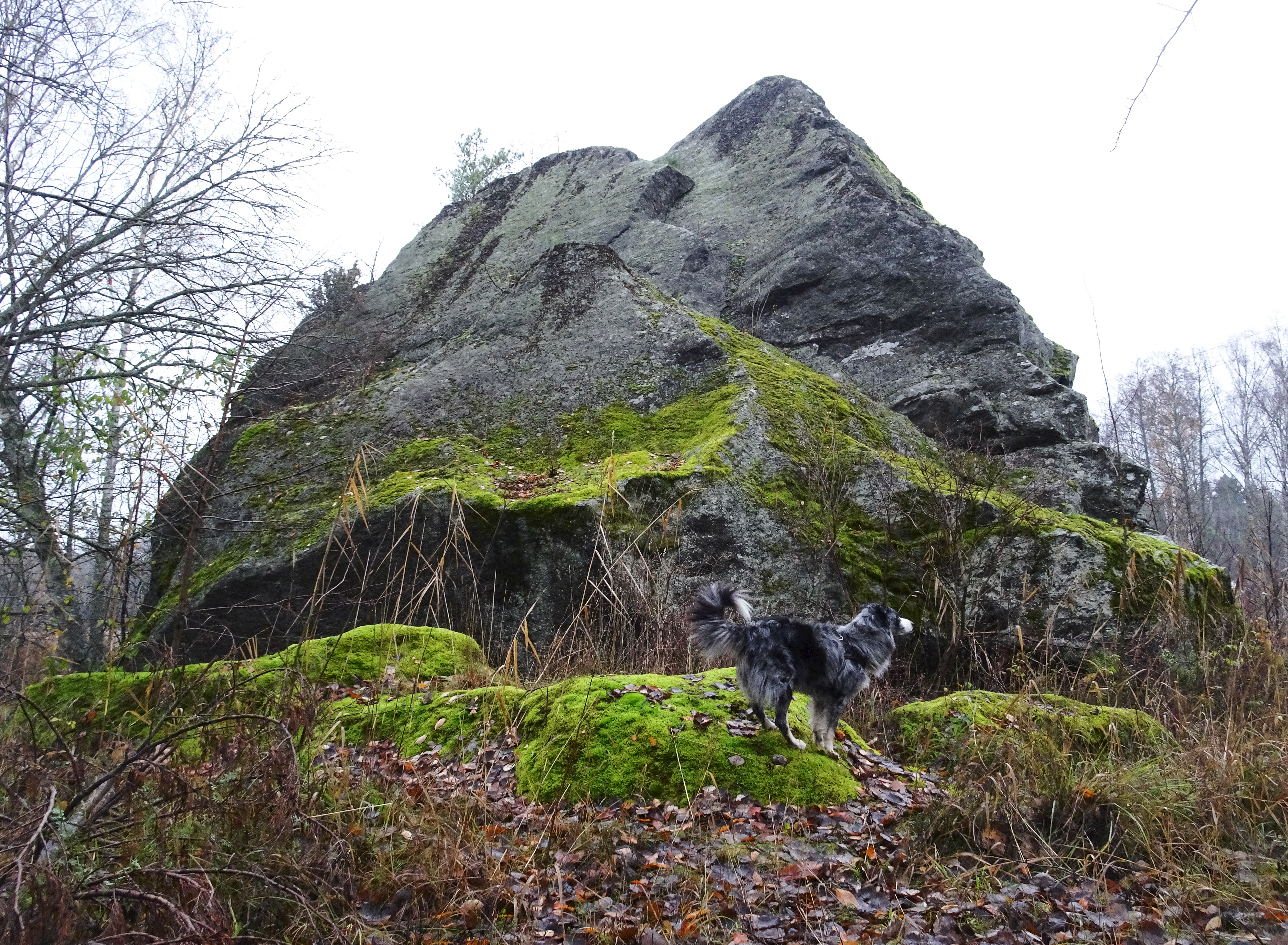
Findling von Högmora, südöstlich von Huddinge

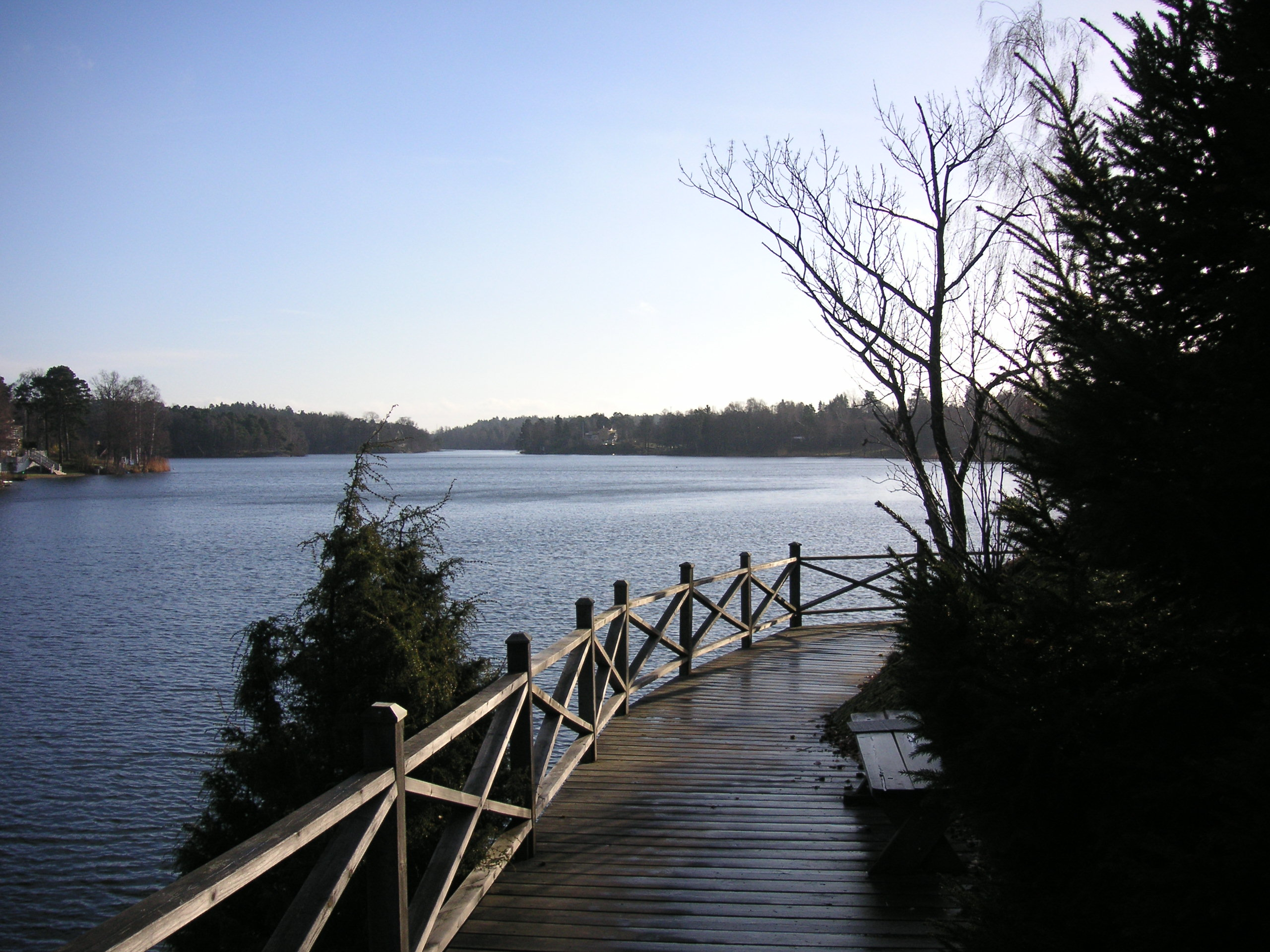
Der See Långsjön liegt auf der Grenze zwischen Huddinge und Stockholm.

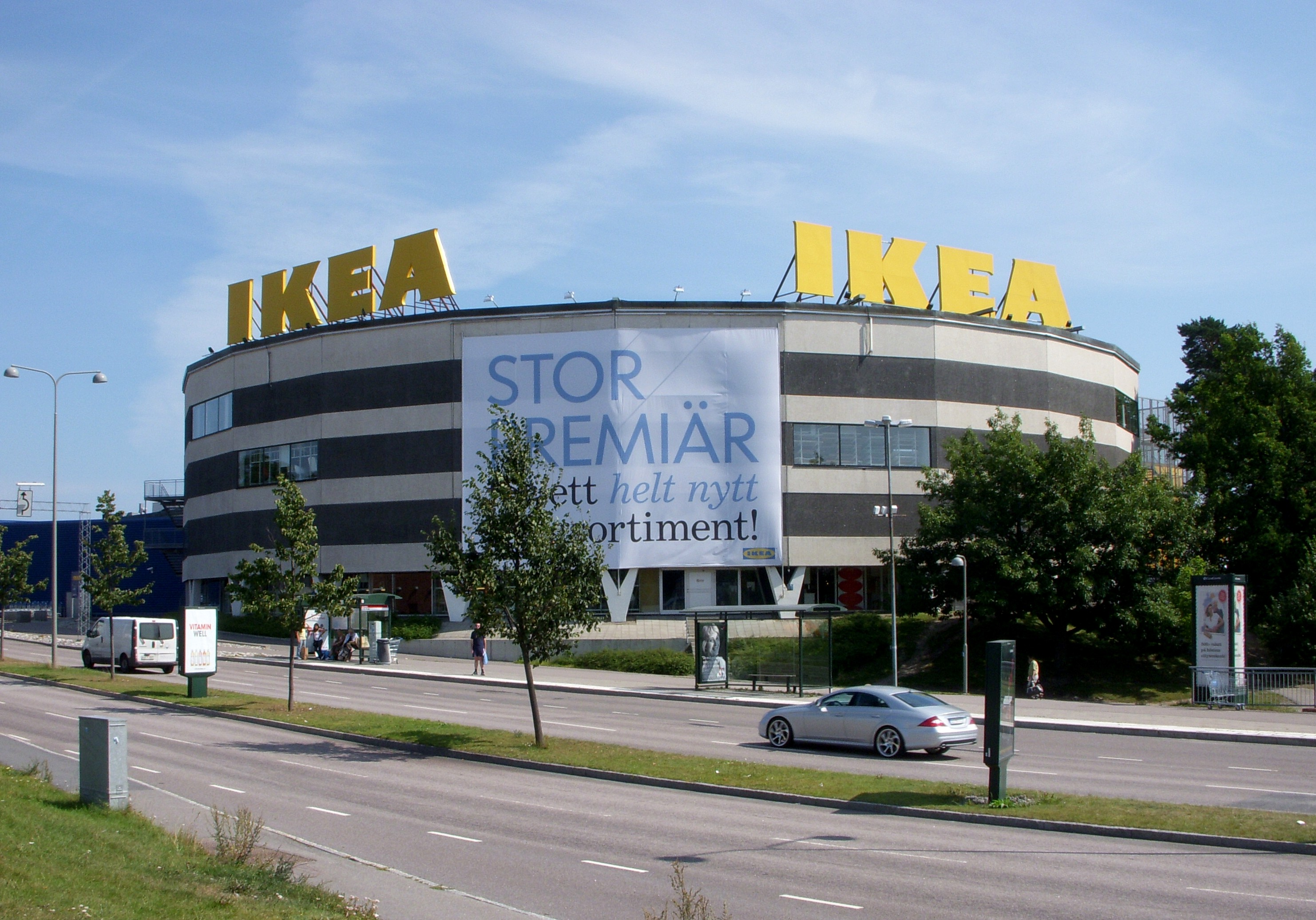
Schwedens größter IKEA-Markt

Huddinge ist eine Gemeinde (Kommun) in der schwedischen Provinz Stockholms län und der historischen Provinz Södermanland. Der Hauptort der Gemeinde ist Huddinge.
In der Gemeinde wohnen mehr als 100.000 Menschen, doch mehr als die Hälfte der 131 km² großen Fläche ist mit Ackerland, Wäldern und Seen bedeckt. Die Gemeinde besteht aus den Wohnplätzen (Bostadsområden) Flemingsberg, Segeltorp, Sjödalen-Fullersta, Skogås, Stuvsta-Snättringe, Trångsund und Vårby. Ein Großteil der Bevölkerung lebt in Einfamilienhäusern, doch in der Nähe von Eisenbahnstationen gibt es Zentren mit Mehrfamilienhäusern. Von wirtschaftlicher Bedeutung ist das Einkaufszentrum Kungens kurva mit Schwedens größtem IKEA-Markt und dem Unterhaltungscenter Heron City sowie seit 2006 mit Schwedens erstem Media Markt.

## Geschichte
Der Name Huddinge kommt wahrscheinlich vom Namen Uddungar für die Bewohner einer Landzunge des Mälarsees. Diese wurden vom See her oft von anderen Gruppen angegriffen. Zur Warnung der Verbündeten entzündeten die Uddungar Lagerfeuer auf hoch gelegenen Plätzen. Heute sind diese Feuer im Gemeindewappen abgebildet. Einige Ruinen vorgeschichtlicher Burgen, Steinsetzungen (RAÄ Nr. Huddinge 56-1) und Runensteine liegen in der Gemeinde.
Vor dem Bau der Eisenbahnlinie um 1860 war Huddinge durch landwirtschaftliche Gehöfte geprägt. Mit der Bahn siedelten sich auch einige Industriebetriebe an.

## Kultur und Natur
Jedes Jahr im Mai finden die Jazztage von Huddinge statt, bei denen vor allem schwedische Artisten auftreten. In der Gemeinde gibt es sieben Naturreservate, in denen Urwälder und seltene Blumen geschützt werden.

## Städtepartnerschaft
Partnerstädte von Huddinge sind Askim in Norwegen und Vantaa in Finnland.

## Söhne und Töchter der Gemeinde
- Knut Alm (1889–1969), Langstreckenläufer, Olympiateilnehmer
- Ewert Karlsson (1918–2004), Karikaturist und Illustrator
- Stig Claesson (1928–2008), Autor, bildender Künstler und Illustrator
- Curt Söderlund (1945–2024), Radrennfahrer
- Anders Olsson (* 1949), Literaturwissenschaftler und Schriftsteller
- Erik Hajas (* 1962), Handballspieler
- Lena Wisborg (* 1965), TV-Kinderstar (Michel aus Lönneberga)
- Monica Westén (* 1966), Leichtathletin
- Tova Magnusson-Norling (* 1968), Schauspielerin, Komikerin und Filmregisseurin
- Patrik Juhlin (* 1970), Eishockeyspieler
- Jan Mertzig (* 1970), Eishockeyspieler
- Josefine Adolfsson (* 1973), Schriftstellerin und Drehbuchautorin
- Magnus Hedman (* 1973), Fußballspieler
- Daniel Rudslätt (* 1974), Eishockeyspieler
- Daniél Espinosa (* 1977), chilenisch-schwedischer Regisseur
- Jennie Florin (* 1979), Handballspielerin, geboren in Trångsund
- Serdar Semiz (* 1982), schwedisch-türkischer Eishockeyspieler
- Andreas Falk (* 1983), Eishockeyspieler
- Jessica Lindell-Vikarby (* 1984), Skirennläuferin
- Mika Zibanejad (* 1993), schwedischer Eishockeyspieler mit finnischen und iranischen Wurzeln
- Melissa Petrén (* 1995), Handballspielerin
- Tara Babulfath (* 2006), Judoka

## Sport
- Huddinge IK, Eishockeyklub in der HockeyAllsvenskan
- Huddinge IF, 1912 gegründeter Sportklub, Abteilungen Bandy, Tischtennis, Radsport, Leichtathletik, Skilanglauf
- Huddinge BK, 1994 vom Huddinge IF abgespalteter Fußballverein